# Marina di Gioiosa Ionica
Marina di Gioiosa Iònica este o comună în regiunea Calabria, în provincia Reggio Calabria, Italia.

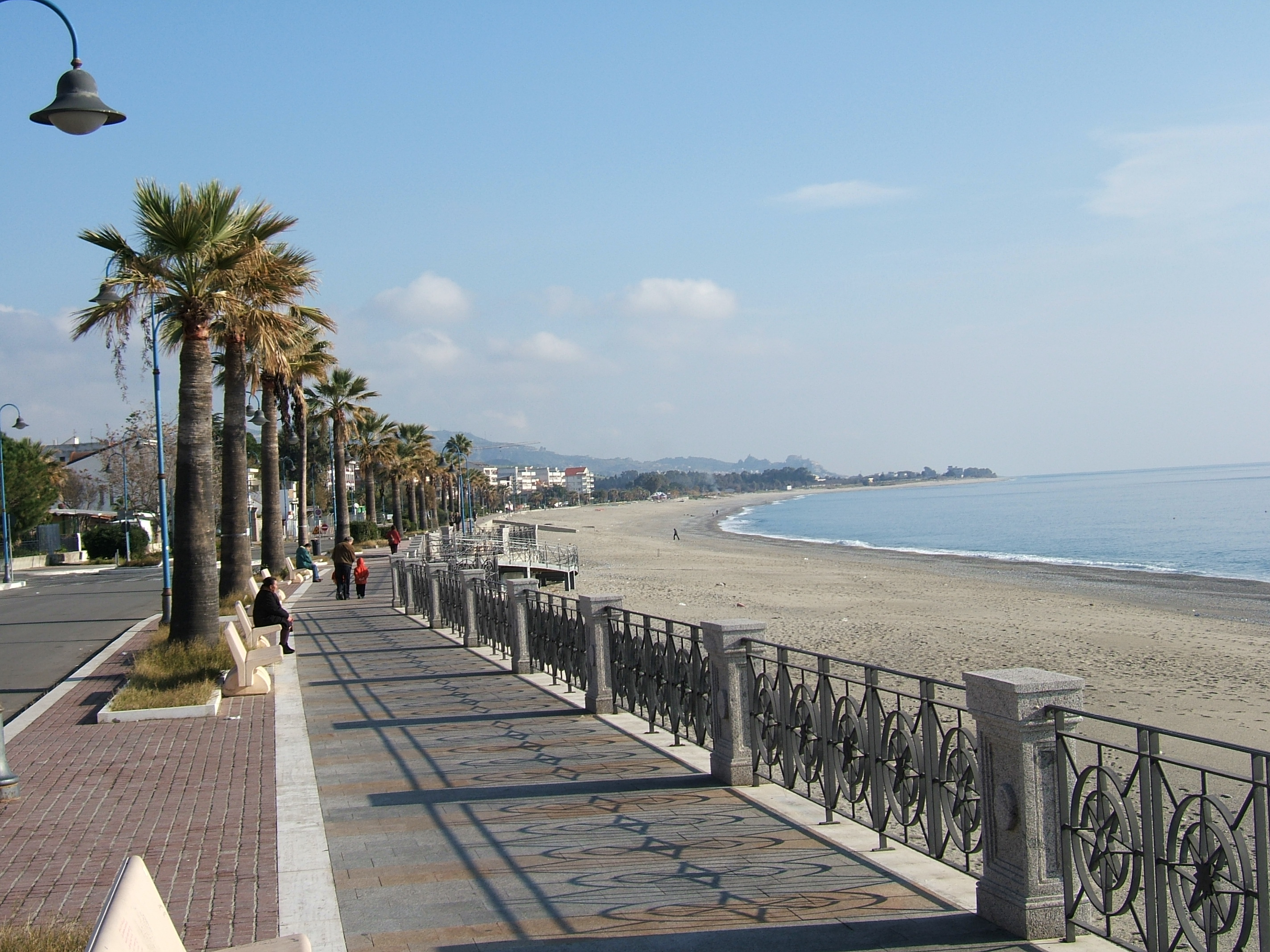
Plaja

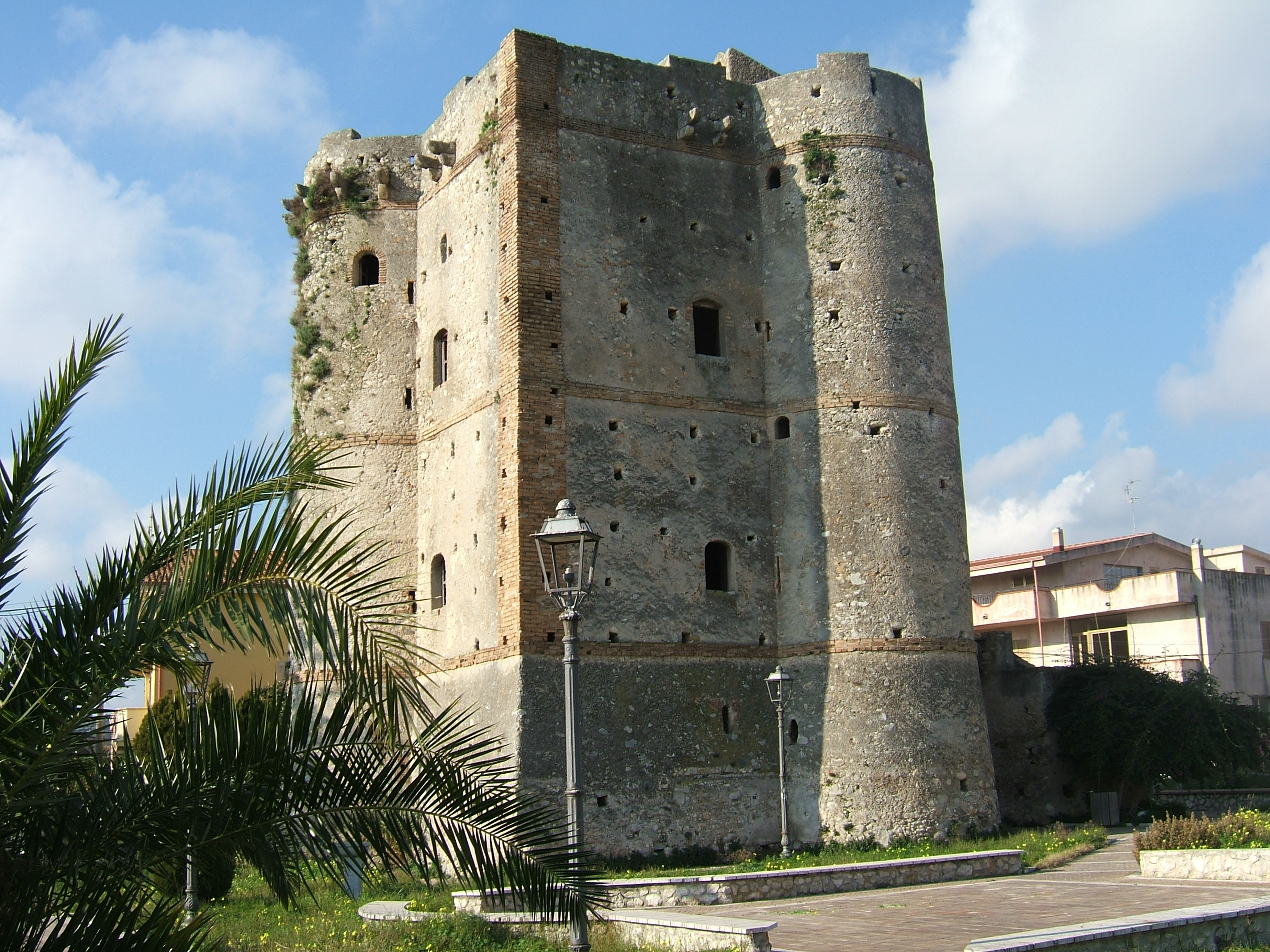
Turnul Galea

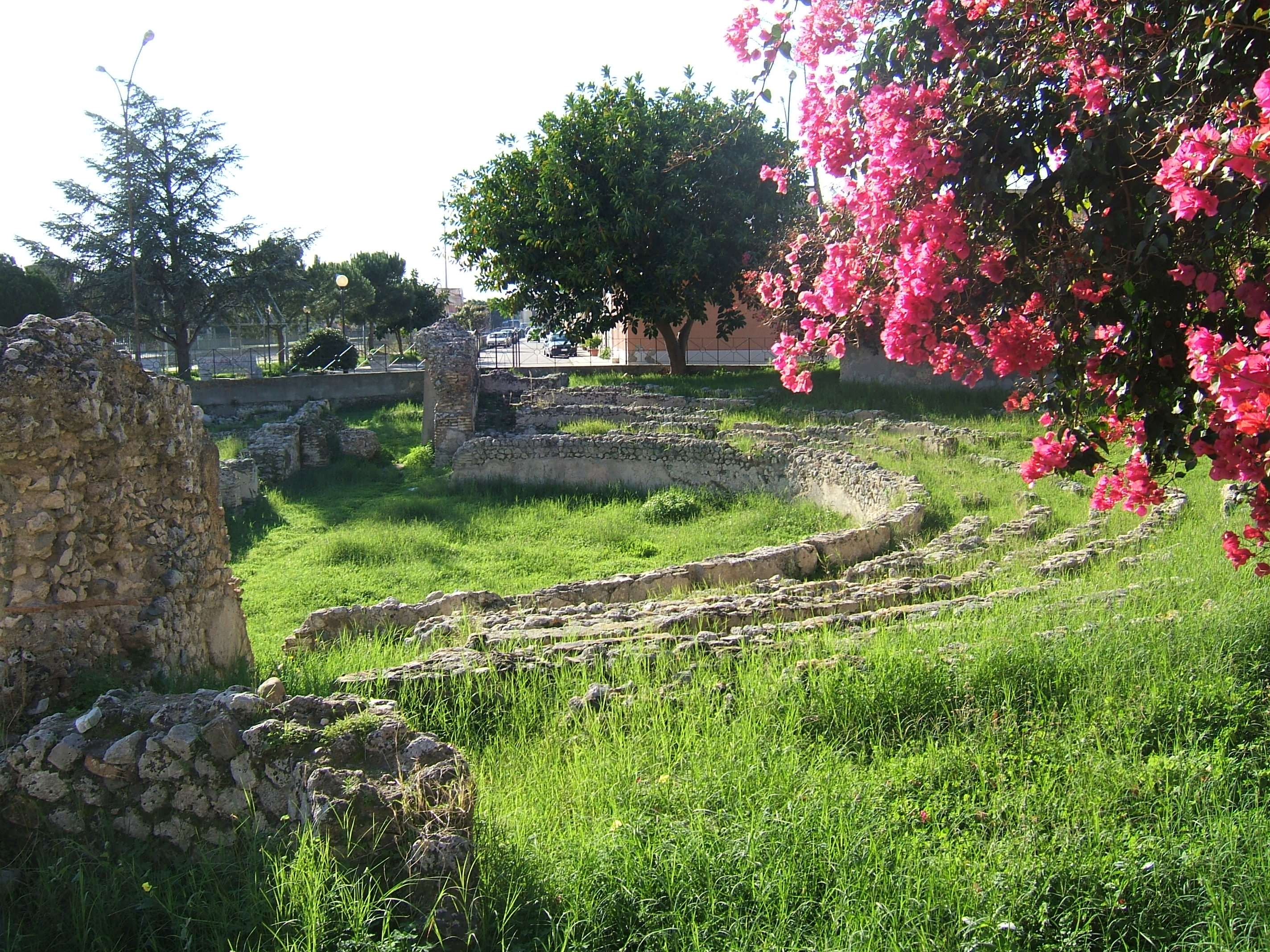
Teatrul roman

Localizarea în provincia Reggio Calabria

## Demografie
Marina di Gioiosa Ionica - evoluția demografică

|  | Graficele sunt indisponibile din cauza unor probleme tehnice. Mai multe informații se găsesc la Phabricator și la wiki-ul MediaWiki. |

Date: Recensăminte sau birourile de statistică - grafică realizată de Wikipedia

1. ↑  Superficie di Comuni Province e Regioni italiane al 9 ottobre 2011 (în italiană), Istituto Nazionale di Statistica, accesat în 16 martie 2019